# Berthold Seliger Forschungs- und Entwicklungsgesellschaft
Die Berthold Seliger Forschungs- und Entwicklungsgesellschaft mbH war eine von Berthold Seliger 1961 gegründete Firma, die sich mit der Entwicklung und dem Bau von Prototypen von Höhenforschungsraketen beschäftigte und diese im Wattengebiet von Cuxhaven startete. Die Berthold Seliger Forschungs- und Entwicklungsgesellschaft mbH kooperierte stark mit der Hermann-Oberth-Gesellschaft, bei der Berthold Seliger Mitglied war. 
Die erste von der Berthold Seliger Forschungs- und Entwicklungsgesellschaft mbH entwickelte Rakete war eine verbesserte Rakete vom Typ Kumulus, die am 19. November 1962 startete und eine Gipfelhöhe von 50 Kilometern erreichte. Ihr folgte am 7. Februar 1963 eine Zweistufenrakete mit einer Gipfelhöhe von 80 Kilometern und am 2. Mai 1963 eine Dreistufenrakete mit einer Gipfelhöhe von über 100 Kilometern. Letztere Rakete dürfte von allen im Nachkriegsdeutschland entwickelten Raketen die größte Flughöhe erreicht haben. Alle von diesen Raketen ausgesandten Funksignale wurden auch in der Sternwarte Bochum empfangen.
In der Folgezeit befasste sich die Firma stark mit der Verbesserung des Steuerungssystems der von ihr entwickelten Raketen, wobei man auch an militärisch verwertbare Raketen dachte. Am 5. Dezember 1963 gab die Berthold Seliger Forschungs und Entwicklungsgesellschaft mbH vor Militärvertretern aus Nicht-NATO-Staaten eine Flugvorführung diverser Ein- und Zweistufenraketen. Obwohl diese Raketen mit verminderter Treibladung gestartet wurden, um nicht gegen die alliierten Bestimmungen bezüglich der Entwicklung von militärischen Raketen in Deutschland zu verstoßen, und auch keine einsatzfähigen Waffensysteme darstellten, wurden nach dieser heftig umstrittenen Vorführung die Raketenversuche der Hermann-Oberth-Gesellschaft e.V. und der Berthold Seliger Forschungs- und Entwicklungsgesellschaft mbH im Wattengebiet von Cuxhaven mit großem Argwohn beobachtet. 1964 wurden sie schließlich nach einem tödlichen Unfall bei einer Raketenvorführung von Gerhard Zucker in Braunlage, der weder mit der Berthold Seliger Forschungs- und Entwicklungsgesellschaft mbH noch mit der Hermann-Oberth-Gesellschaft e.V. in irgendeiner Form zusammenarbeitete, mit einer einstweiligen Verfügung, die bis heute andauert, eingestellt.